# 17196 Mastrodemos
17196 Mastrodemos (1999 XW234) là một tiểu hành tinh vành đai chính được phát hiện ngày 3 tháng 12 năm 1999 bởi Đài thiên văn Lowell tại trạm Anderson Mesa. Tên của nó được đặtstero Nickolaos Mastrodemos, là thành viên của nhóm điều khiển ở phòng thí nghiệm Jet Propulsion.